# Дьяконов, Александр Петрович (военно-морской деятель)
Алекса́ндр Петро́вич Дья́конов (5 [17] декабря 1899 — 6 сентября 1978) — советский военно-морской деятель, капитан первого ранга.

## Биография
Родился в г. Холм Псковской губернии (ныне — Новгородской обл.) в мещанской семье. Окончил Холмское реальное училище.
В армии с 1920. В ВМФ с 1922. Окончил Морскую строевую школу в Ораниембауме. С 1923 — краснофлотец, с 1926 — политрук эсминца «Троцкий». Член Петросовета IX созыва (1923), Ленсовета Х созыва (1925). Член ВКП(б) с 1924. С 1928 — инструктор политотдела бригады эсминцев Балтийского флота.
В 1931—1935 — военком эсминца «Володарский», а затем эсминца «Урицкий». Участвовал в их перебазировке в состав Северного флота.
В 1938 окончил командный факультет Военно-морской академии.
С 1939 — начальник отдела курсов подготовки командиров эсминцев. В июле-августе 1941 — командир военно-морской бригады на Онежском озере, в августе-декабре 1941 — командующий Онежской военной флотилией, затем командир бригады Волжской военной флотилии.
С мая 1942 — командир Онежского отряда кораблей и командующий Онежской военной флотилией в январе — июле 1943. С июля 1943 — начальник отделения исторического отдела Главного морского штаба ВМФ. В 1945 −1949 — начальник военно-морского отдела союзнической комиссии по Австрии. По возвращении в Ленинград назначен начальником факультета Военно-морской академии им. К. Е. Ворошилова.
С 1955 — в запасе.
Скончался в Москве 6 сентября 1978. Похоронен на Ваганьковском кладбище.

## Награды
- орден Ленина
- два ордена Красного Знамени
- орден Отечественной Войны I степени
- орден Красной Звезды
- медаль «В ознаменование 100-летия со дня рождения В. И. Ленина»(1970)
- медаль «За победу над Германией в Великой Отечественной войне 1941—1945 гг.»(1945)
- медаль «Двадцать лет победы в Великой Отечественной войне 1941—1945 гг.»(1965)
- медаль «Тридцать лет победы в Великой Отечественной войне 1941—1945 гг.»(1975)
- медаль «Ветеран Вооружённых Сил СССР»(1976)
- медаль «30 лет Советской Армии и Флота»(1948)
- медаль «50 лет Вооружённых Сил СССР»(1968)
- медаль «В память 250-летия Ленинграда»(1957)
- знак «25 лет победы в Великой Отечественной войне»(1970)
- знак «Ветеран ДКБФ»(1971)
- памятная медаль Советского комитета ветеранов войны в честь тридцатилетия Победы (1975)
- «Почётный Знак СКВВ»(1977)
- «Почётный Знак ДОСААФ СССР»(1973)